# Anoploderma peruvianum
Anoploderma peruvianum es una especie de escarabajo del género Anoploderma, familia Cerambycidae. Fue descrito por Dias en 1986. Se encuentra en Perú.